# Як Браун дивився гру в бейсбол
«Як Браун дивився гру в бейсбол» (англ. How Brown Saw the Baseball Game, також англ. How Jones Saw the Baseball Game) — американський короткометражний комедійний фільм знятий 1907 року кіностудією Lubin Manufacturing Company. У кінофільмі змальовується любитель бейсболу містер Браун, який хвацько напився перед бейсбольною грою і сп'янів до такої міри, що матч для нього йде у зворотньому напрямку. Задля досягнення цього ефекту під час зйомок використовувався метод комбінованих зйомок.
У прокат кіно вийшло у листопаді 1907 року. Кінофільм здобув позитивні відгуки у випуску журналу про кінематограф «The Moving Picture World» 1908 року, де його назвали успішним та «насправді смішним». Станом на 2016 рік невідомо чи вціліли копії фільму. Персонал знімальної групи та перелік акторів теж залишається загадкою. Кіноісторики помітили схожість між сюжетом кінофільму «Як Браун дивився гру в бейсбол» та комедійною стрічкою режисури Едвіна С. Портера «Як офісний хлопчина дивився гру», що вийшла у прокат рік раніше.

## Сюжет
Перед тим, як вирушити на бейсбольну гру на стадіоні поблизу, спортивний фанат містер Браун випиває декілька хайболів коктейлів. Прибувши на стадіон, він сп'янів до такої міри, що гра для нього проходить задом на перед — гравці рухаються місячною ходою, а м'ячик летить назад у руку пітчера. Після завершення гри один із товаришів містера Брауна відводить його додому. Відтак, повернувши чоловіка додому, друг опиняється ціллю звинувачень та побиття з боку дружини містера Брауна, яка вважає його винним за сп'яніння свого чоловіка.

## Знімальний процес

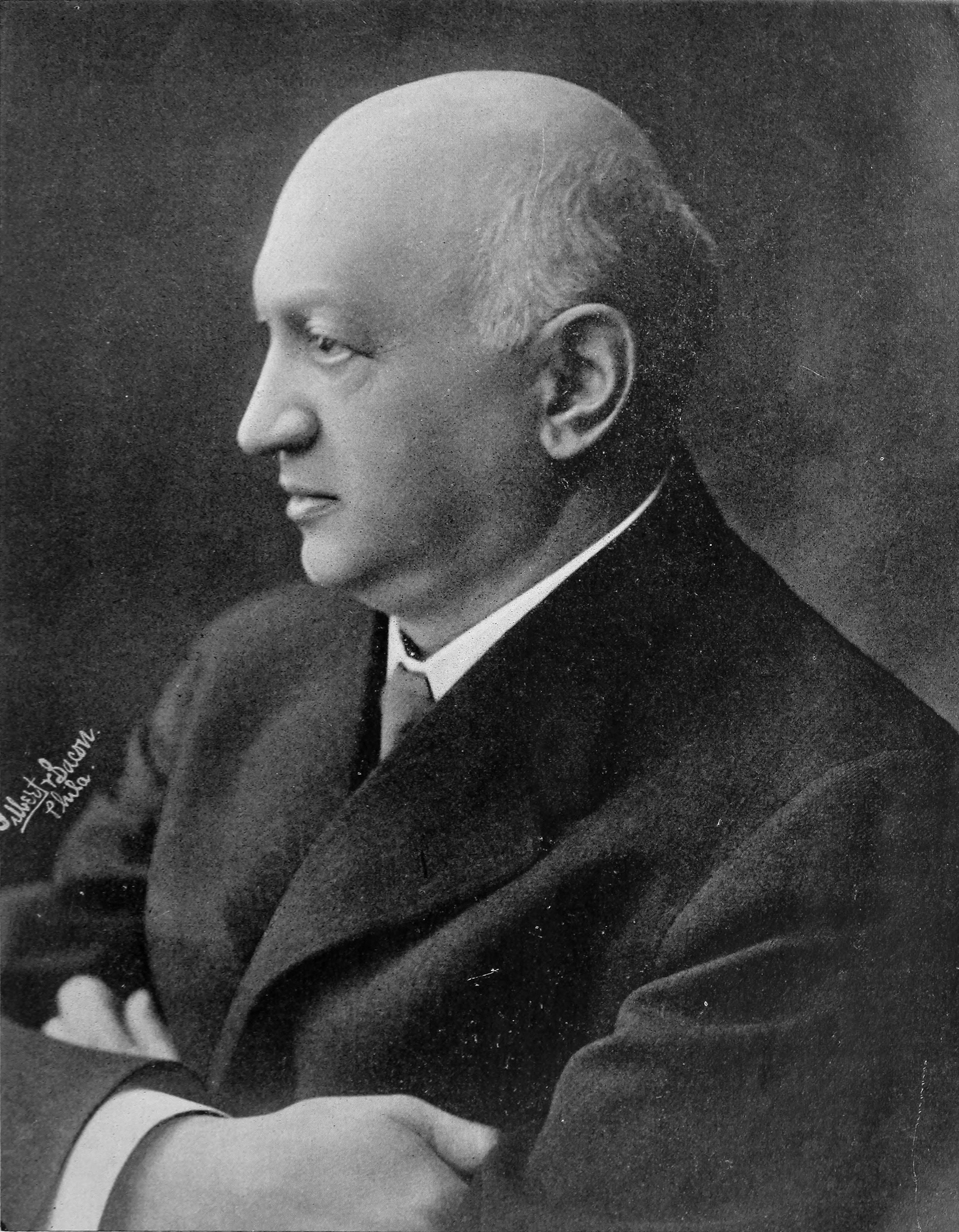
Зігмунд Любін 1913 року. Його компанія зняла та поширювала фільм «Як Браун дивився гру в бейсбол».

Фільм відзняла компанія Lublin Manifacturing, заснована німецько-американським піонером кінематографу Зігмундом Любіном. На час зйомок фільму «Як Браун дивився гру в бейсбол», компанія знімала та поширювала до трьох фільмів щотижня. Особи режисера та акторів є невідомими.
Фільм є німим чорно-білим кіном (110 м довжиною після заверження зйомок). При зніманні сцен на бейсбольному полі, кіновиробники використовували метод комбінованих зйомок для того, щоб показати зворотній біг. Зігмунд Любін подав авторські права на фільм під назвою «Як Джонс дивився гру в бейсбол» 26 жовтня 1907 року.

## Вихід та відгуки
Фільм «Як Браун дивився гру в бейсбол» вийшов у театрах 16 листопада 1907 року і показувався ще до кінця серпня 1908. Упродовж цього часу фільм вряди-годи показували у дуплексі з «Сусідами, що позичають», короткометражною комедією про чоловіка, що позичав майже увесь свій статок сусідам, допоки його жінка не повернулась додому та не почала його за це сварити.
У рекламних оголошеннях фільм називали «таким смішним», а Любін особисто казав, що фільм є «до крику смішною комедією». Кіно отримало позитивний відгук у випуску «The Moving Picture World» за червень 1908 року, де фільм було названо «насправді смішним» та доведено його «правдивий успіх».
У сучасних творах фільм називають Любінською альтернативою комедії Едвіна С. Портера «Як офісний хлопчина дивився гру в бейсбол», фільму знятому Edison Studios 1906 року про офісного працівника, що вислизнув з роботи задля перегляду бейсбольної гри і зустрів свого начальника на сусідньому місці на стадіоні. Lubin Manifacturing Company часто знімала фільми схожі на стрічки їх конкурентів, як-от «<meta />Хатина дядька Тома<meta />» та «<meta />Велике пограбування потяга<meta />».
Автор Джек Спірз писав у своїй книзі «Голівуд: Золота ера», що «Як Браун дивився гру в бейсбол» та «Як офісний хлопчина дивився гру в бейсбол» мали практично один сюжет. Подібно було зазначено у статті Роба Ельдермана «Фільми про бейсбол: до 1920» у журналі «Бейс Бол».
Станом на 2016 рік залишається незрозумілим чи вціліла хоч одна копія фільму. У випадку віднайдення, кінофільм увійде до суспільного надбання.